# Speedtalk
Speedtalk (спидток, быстрояз, скороговор) — название вымышленного языка, придуманное Р. Хайнлайном и использованное им в рассказе «Бездна». «Нормальные языки родились во времена невежества и предрассудков и генетически содержат закрепленные в структурах неверные представления о мироздании», — пишет Роберт Хайнлайн в повести «Бездна».
Фантастический идеальный язык, созданный Хайнлайном, — спидток (speedtalk), по утверждению его автора, «не содержит тех ошибок, которым изобилует английский, ибо он структурирован так же, как реальный мир.
«Speedtalk» был определен как язык полностью на основе логики. Спидток использует сложный синтаксис с минимальным словарем и обширным алфавитом. Поскольку идея языка описана, но не развита в работе Хайнлайна, многие попытались создать «Speedtalk», который пытается воплотить его принципы. Многие из этих идей были включены в язык «Ифкуиль».
Фрагмент интервью с Джоном Кихадой — создателем языка «Ифкуиль»:

Интересно, что именно в тот момент я прочитал новеллу Роберта Хайнлайна «Бездна», в которой описывается придуманный им «Speedtalk». Сначала я был удивлён и даже несколько разочарован тем, что кто-то уже придумал то, над чем я работал, но потом я осознал, что «Speedtalk» был не более, чем поверхностной попыткой, работающей только на морфо-фонологическом уровне, в то время как «Ифкуиль», который я создавал, применял те же принципы ко всем структурным уровням языка.

## История
В начале 1950-х годов Роберт Хайнлайн в сборнике «Назначение в вечность» («Assignment in Eternity», 1953) опубликовал небольшую повесть под названием «Бездна» («Gulf», 1949). Некий спецагент пытался помешать врагам получить секрет супероружия, способного превратить Землю в новую звезду. Действие происходит в далеком будущем, люди летают на Луну отдыхать и в то же время пользуются микрофильмами, пневматической почтой и проводными телефонами. 
Однако по ходу действия герой повести попадает в некую тайную организацию «суперменов», которые придумали, как на порядок увеличить скорость своего мышления. Сделали они это, создав специальный язык — Speedtalk, — на котором длинное предложение можно уместить в одно-единственное слово. В хайнлайновском спидтоке существовало несколько сотен звуков, и каждое двухбуквенное сочетание означало определенное слово. Таким образом, «слово» на спидтоке соответствовало длинному предложению обычного языка. Люди, научившиеся этому тайному языку, считали себя следующей ступенью эволюции человека — homo novus. Они стремились захватить власть над Землей и рассматривали современных людей вида homo sapiens как домашних животных. Чтобы быстрее думать, новый язык должен позволять уместить в несколько коротких слов мысль, для выражения которой на обычном языке потребовалось бы несколько длинных предложений.